# هانس کوشکه
هانس کوشکه (آلمانی: Hans Kuschke؛ ۲۵ فوریه ۱۹۱۴ – ۳۰ نوامبر ۲۰۰۳) قایقران روئینگ اهل آلمان بود.
وی در مسابقات کشوری و بین‌المللی در مجموع برندهٔ ۱ مدال برنز شده‌است.